# Zaffiro Stellare
Zaffiro Stellare (Star Sapphire) è il nome di molte supercriminali femminili nella DC Comics, tutte connesse dall'origine. Per milioni di anni, una razza immortale di donne guerriere, le Zamarons, scelsero psichicamente identici mortali che potessero servire da involucri per il corpo della loro regina, che loro chiamavano Star Sapphire. A coloro che venivano scelti veniva fornita l'arma simbolica della regina, un cristallo raffigurante uno zaffiro viola che garantisce a chi lo utilizza, poteri simili a quelli dell'anello del potere di Lanterna Verde.

## Storia del personaggio

### Star Sapphire nella Golden Age
La prima versione del personaggio di Star Sapphire comparve durante la Golden Age e si batté due volte con Flash/Jay Garrick.
Una successiva riconnessione con la Star Sapphire di Zamaron, spiega che fu scelta come regina dei Zamarons, ma si dimostrò indegna, per cui di conseguenza fu bandita nella settima dimensione.

### Carol Ferris
La seconda Star Sapphire fu Carol Ferris, fidanzata di Hal Jordan. Si batté con lui (come Lanterna Verde) per molti anni. Quando Jordan divenne Lo Spettro, rimosse la persona di Star Sapphire da Carol.

### Dela Pharon
Una terza donna divenne Star Sapphire durante la stessa epoca di Carol Ferris.
Nel corso di una manifestazione di carità, Carol Ferris fu misteriosamente attaccata. Lanterna Verde la soccorse e la portò all'ospedale. Qui si svegliò e cercò il suo gioiello zaffiro. Quando lo trovò, riassunse l'identità di Star Sapphire. Lanterna Verde la rintracciò, ma lei lo stordì e scappò.
Quando Hal si riprese, inseguì Star Sapphire. Arrivato, la trova in combattimento con un'altra donna, anche lei Star Sapphire. I Zamarons incontrarono Lanterna Verde e gli spiegarono che questa era Dela Pharon del pianeta Xanador. I Zamarons la elessero come nuova regina; la donna però si arrabbiò quando i dissentori dichiararono che Carol sarebbe stata una regina superiore. Dela arrivò sulla Terra e attaccò Carol. Ciò provocò Carol nel ridiventare di nuovo Star Sapphire.
Le due donne finirono il loro duello e Carol sembrò la vincitrice. Quindi si batté e sconfisse Lanterna Verde, costringendolo a seguirla su Zamaron per farne il suo sposo. Prima del matrimonio, Lanterna Verde scopre che la donna in realtà è Dela Pharon. Aveva ingannato tutti al fine di sposare Lanterna Verde. Hal porta la vera Carol, che viveva la vita di Dela su Xanador, su Zamaron. Qui, Lanterna Verde sconfigge Dela e fa ritorno con Carol sulla Terra, senza che lei ricordi nulla della sua identità nei panni di Star Sapphire.
Dela riapparve in una storia raccontata da Carol Ferris. Essa continuò come Star Sapphire, infine rese schiavo Lanterna Verde su Xanador, diventando una sua compagna, uccidendolo e infine incanalando il pianeta in un cristallo, sospendendolo per il resto del tempo.

### Deborah Camille Darnell
La quarta donna conosciuta come Star Sapphire è Deborah Camille Darnell. È un'aliena del pianeta Pandina che venne sulla Terra e si unì alla Società segreta dei supercriminali. Dopo aver passato molti anni in coma a causa della battaglia con la Justice League, ritornò in azione con i suoi vecchi compagni di squadra. Più tardi in Infinite Crisis #6, molti metaumani con poteri mistici, tra cui Darnell, vennero convocati dallo Spettro. Egli prese Darnell in disparte e la uccise per i suoi peccati passati.

### Jillian Pearlman
Una nuova Star Sapphire venne introdotta in Lanterna Verde (vol.4) n. 15. Il gioiello prese prima il possesso di una ragazza di nome Krystal, poi cercò Carol Ferris. Ferris venne rilasciata dal gioiello quando scoprì che Hal Jordan provava affetto per Jillian "Cowgirl" Pearlman.

### Il Corpo
Ferris rivela a Jordan che durante il tempo in cui fu posseduta dalla gemma, ottenne la conoscenza di Star Sapphire: venivano dal settore 1416 e comprendeva il Corpo delle Star Sapphire il cui scopo era quello di diffondere l'amore attraverso tutti i 3600 settori dell'universo. I membri del corpo sono Oani che, dopo essere migrati su Zamaron, trovarono un cristallo parassita che essi modellarono in vari zaffiri. Questi furono utilizzati per potenziare le femmine che furono amate e sprezzate, dando loro l'opportunità di vendicarsi.
Dopo questo incidente, gli Zamarons vengono mostrati mentre convertono uno zaffiro in un anello del potere e una lanterna, che piazzarono su un podio che conteneva un anello e una lanterna messa li per il Corpo delle Lanterne Verdi e il Sinestro Corps, insieme a molti set di anelli e lanterne di vari colori dicendo che devono raccogliere tutte le emozioni al fine di combattere "La Profezia". Crearono una loro Batteria del Potere principale, quindi cominciarono a reclutare membri per i loro corpi poco dopo di ciò. La loro prima recluta fu Miri Riam del pianeta Lartnec, che era appena rimasta vedova a causa di un attacco di Mongul. Yrra Cynril era in origine tra i membri del Sinestro Corps e il suo anello ora è uno di quelli della Star Sapphire Corps: sta cercando John Stewart come suo compagno così che possa continuare la sua vendetta contro di lui. Gli Zamaron ancora una volta mutarono Carol ferris in una Star Sapphire dopo che le diedero il suo anello.
Uno dei poteri delle Star Sapphire sembrò essere quello del riuscire a sedurre gli anelli dei membri degli altri corpi per renderli di loro proprietà, come nel caso di Yrra Cynril.

## Poteri e abilità

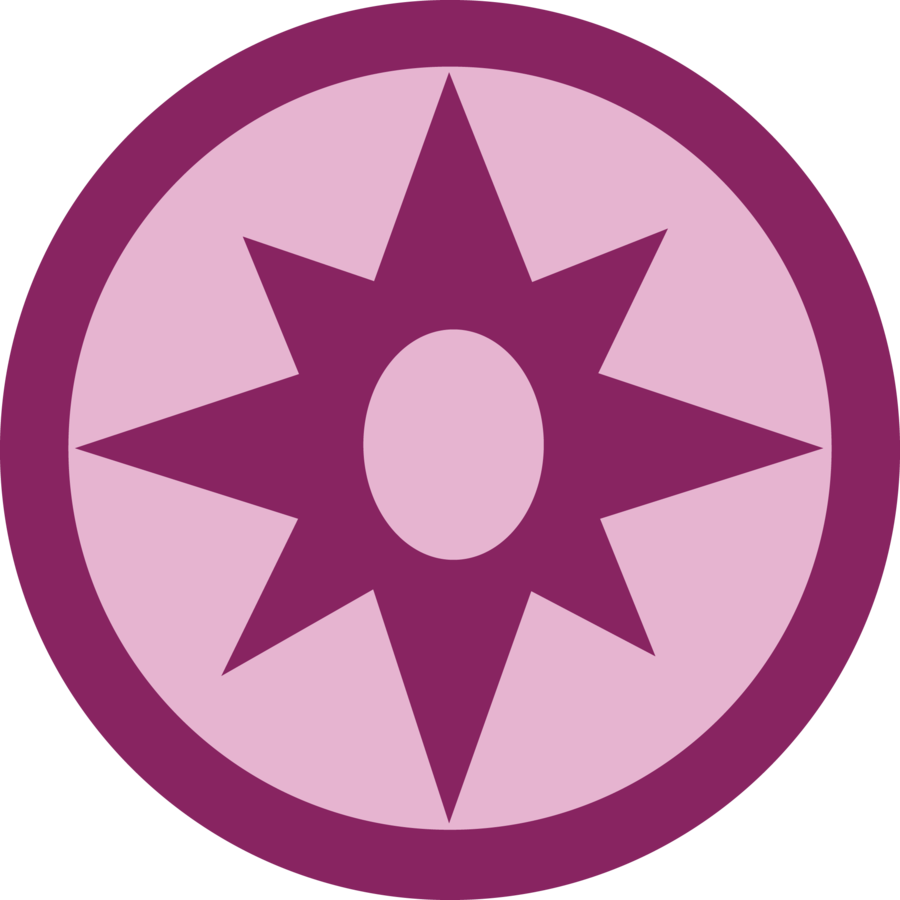
Logo di Zaffiro Stellare

Il potere della Star Sapphire originale era molto vasto. Sembrava essere provvista di un grande arsenale di armi, inclusa una Star Sapphire replicante di Zamaron, ma le sue origini sono largamente sconosciute. Sembra anche che avesse alcuni poteri personali ma se derivassero da lei o dal suo armamento personale è sconosciuto. È anche in grado di accedere alle memorie dei Zamarons per quanto riguarda le gemme zaffiro, così come le esperienze degli altri membri.
Come con i suoi poteri, le limitazioni di Star Sapphire sono sconosciute. Psicologicamente, mostrò una bizzarra preoccupazione con il proprio sesso, facendo sospettare una patologica paura per il sesso maschile. Possiede anche una poco accurata comprensione delle variazioni della fisica tra dimensioni. Fu tradita in entrambi i suoi casi registrati, primariamente a causa della sua eccessiva fiducia.
La Star Sapphire successive furono potenziate da uno strano cristallo che diede loro abilità fermamente equivalenti a quelle delle Lanterne Verdi.
Tuttavia questi cristalli avevano anche una propria personalità, che prendeva il sopravvento sulla mente del loro ospite. La personalità ha l'abilità di ricordare le memorie di chi li indossa come se fossero i loro.
Più recentemente gli Zamaron forgiarono una serie di anelli del potere dal cristallo che potenziò le Star Sapphire precedenti. I loro limiti esatti sono sconosciuti, sembrano però essere approssimativamente simili a quelli degli anelli delle Lanterne Verdi. Il cristallo sulla testa dei membri del Corpo delle Star Sapphire possono mostrare la persona che il loro cuore desidera.

## Giuramento
Come per tutti i corpi delle Lanterne, anche le Star Sapphire hanno un loro Giuramento:
(Carrol Ferris, Green Lantern vol. 4 #38 (Marzo 2009))

## Altre versioni
- Nell'unico numero di Elseworld "Batman: In Darkest Knight" dove a Bruce Wayne fu donato l'anello di Abin Sur, a Selina Kyle furono garantiti i poteri di Sinestro e si autodefinì Star Sapphire. Tra le abilità, era capace di percepire Bruce nel suo stato di invisibilità.
- Nell'avventura della quinta settimana in Tangent Comics, una donna col nome di Star Sapphire è un membro della versione di quel mondo della Doom Patrol.

## Altri media
Star Sapphire comparve in alcuni episodi di Justice League e Justice League Unlimited, doppiata in inglese da Olivia d'Abo.
Star Sapphire si unì alla causa di Lex Luthor quando egli domandò ad alcuni criminali di aiutarlo a sconfiggere la Justice League. Quando ciò fallì, si unì alla squadra di Aresia per distruggere gli uomini del mondo. Con successo ingannò Wonder Woman e Hawkgirl facendo a loro credere che a lei importasse degli uomini, mettendo in atto una trappola che portò loro e la madre di Wonder Woman, Hippolita, a bordo dell'aereo di Aresia. Fu battuta dal combattimento con Wonder Woman quando strappò uno dei cannoni laser dell'aereo e lanciandoglielo alle spalle, facendola cadere in mare, sebbene più tardi fu vista battersi con Lanterna Verde, dove naturalmente perse. Fu vista molte volte durante le stagioni finali di Justice League Unlimited. Fece parte della Società Segreta di Grodd/Luthor.
Il potere di Star Sapphire proviene da una pietra sulla loro maschera, dandole un potere simile a quello di Lanterna Verde che le permetteva di formare scudi, creare costrutti solidi, scariche energetiche e le permetteva di volare nello spazio. Le sue origini erano sconosciute, rendendo quindi impossibile stabilire quale versione di Star Sapphire fosse, sebbene in apparenza sembrò essere basata sulla versione di Carol Ferris.
Carol Ferris è americana in tutte le sue espressioni, mentre nella versione della serie animata Justice League ha un accento fortemente inglese.
Star Sapphire ha un piccolo cameo anche nel film animato Justice League:The New Frontier. La si vede durante il famoso discorso di John F. Kennedy.